# پارچه لیوسل

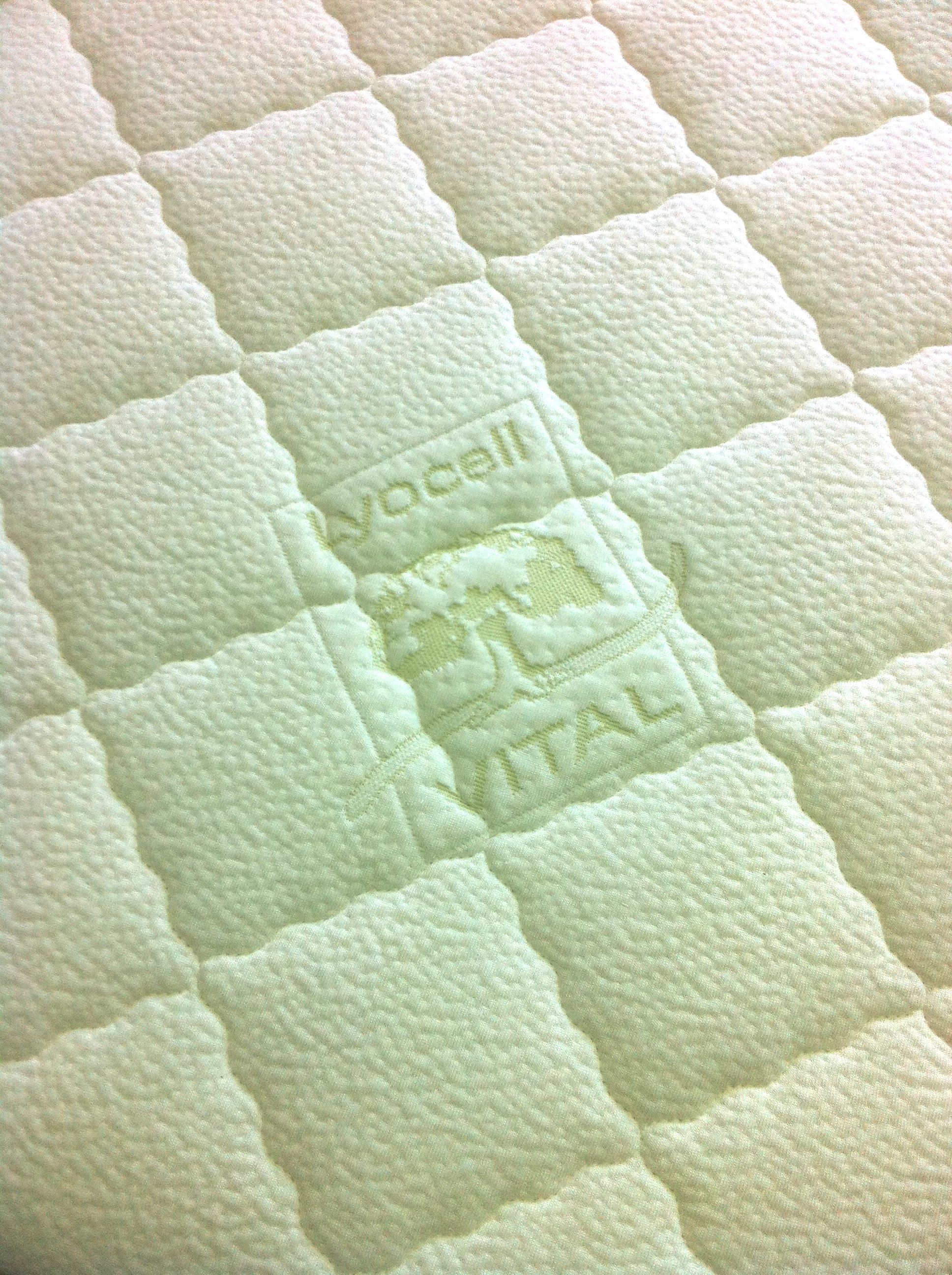

پارچهٔ لیوسل (به انگلیسی: Lyocell) یک شکل از ریون است که شامل فیبرهای سلولوزی است که توسط خمیر کاغذ حل شده تولید می‌شود.